# Becca Fitzpatrick

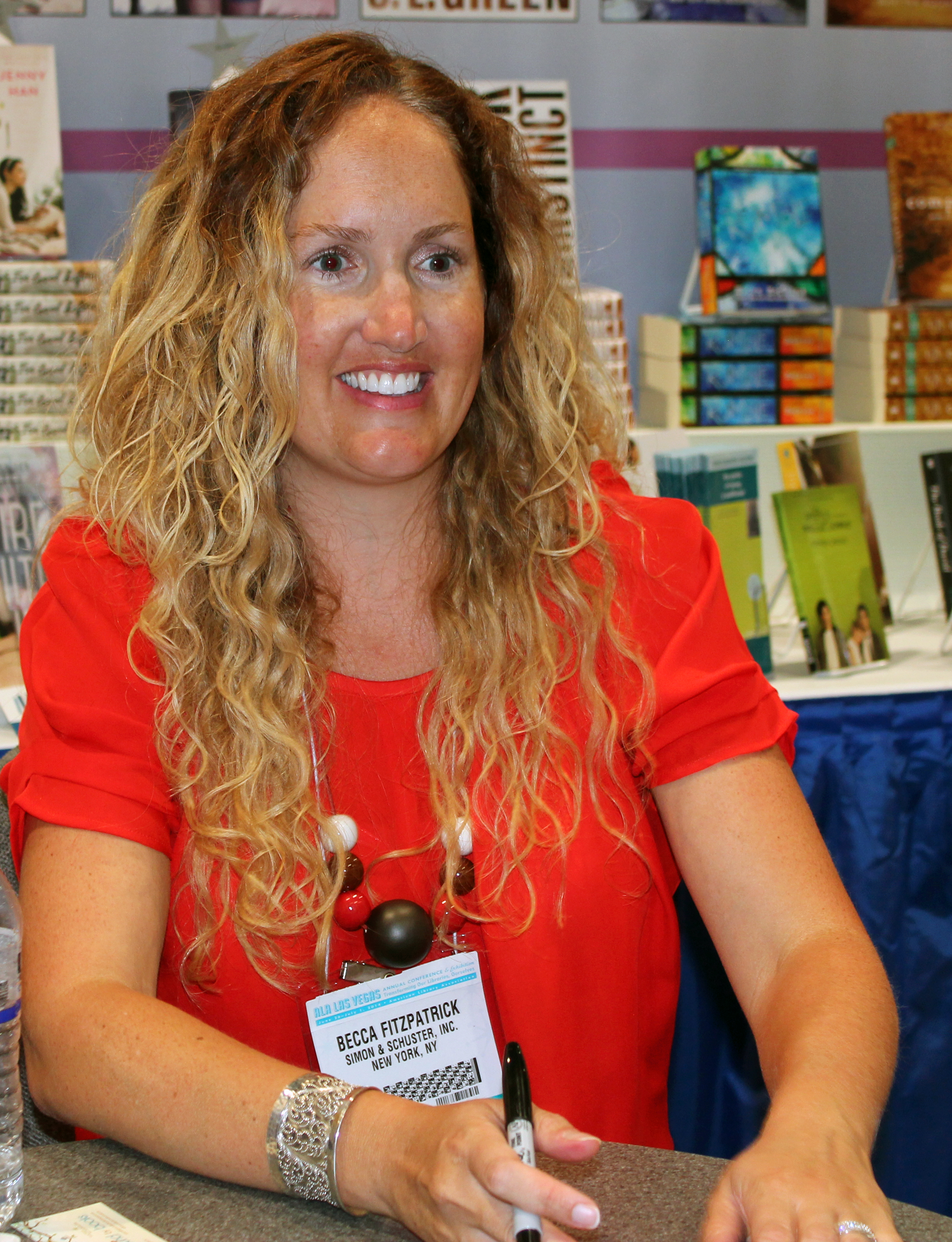
Becca Fitzpatrick (2014)

Becca Fitzpatrick (* 3. Februar 1979) ist eine US-amerikanische Autorin, die für ihren New-York-Times-Bestseller Engel der Nacht bekannt ist. Die Engel-der-Nacht-Romanreihe wurde von Sigrun Zühlke ins Deutsche übersetzt und ist im deutschsprachigen Raum im Page & Turner Verlag bei Random House erschienen.

## Leben und Karriere
Sie wuchs in North Platte, Nebraska auf und machte im April 2001 ihren Abschluss in Gesundheitsvorsorge an der Brigham Young University. Sie arbeitete als Sekretärin, Lehrerin und als Buchhalterin an einer Alternativschule in Provo, Utah.
Im Februar 2003 meldete ihr Mann sie zu ihrem 24. Geburtstag zu einem Schreibkurs an. In diesem Kurs fing sie an, Engel der Nacht zu schreiben. Im Dezember 2012 gab Entertainment Weekly bekannt, dass LD Entertainment sich die Filmrechte an der Serie gesichert hat. Patrick Sean Smith wurde als Drehbuchautor für den ersten Film bestätigt.

## Engel der Nacht
- Engel der Nacht, 2010, ISBN 978-3-442-20373-4

- Im Original: Hush, Hush, 2009

- Bis das Feuer die Nacht erhellt, 2011, ISBN 978-3-442-20390-1

- Im Original: Crescendo, 2010

- Rette mich, 2013, ISBN 978-3-442-20407-6

- Im Original: Silence, 2011

- Dein für immer, 2014, ISBN 978-3-442-20408-3

- Im Original: Finale, 2012

## Andere Bücher

### Kiss Me Deadly: 13 Tales of Paranormal Love
Eine Sammlung von 13 Kurzgeschichten von verschiedenen Autoren, darunter auch Maggie Stiefvater.

### Black Ice
Ein romantischer Thriller, der im Oktober 2014 veröffentlicht werden soll.